# Gare de Riglos
La gare de Riglos est une gare espagnole desservant le village de Las Peñas de Riglos, située au point kilométrique 128,5 sur la ligne reliant Saragosse à Canfranc, en Aragon. Elle est inaugurée en 1893, lorsque le tronçon Huesca - Jaca de la ligne reliant Saragosse à Canfranc est mis en service. 